# Едвард Докінс
Едвард Докінс (англ. Eddie Dawkins, нар. 11 серпня 1989, Інверкаргілл, Нова Зеландія) — новозеландський велогонщик, срібний призер Олімпійських ігор 2016 року.

## Виступи на Олімпіадах
| Олімпіада           | Дисципліна       | Місце |
| ------------------- | ---------------- | ----- |
| Лондон 2012         | спринт           | 14    |
| Лондон 2012         | командний спринт | 5     |
| Ріо-де-Жанейро 2016 | спринт           | 15    |
| Ріо-де-Жанейро 2016 | кейрін           | 17    |
| Ріо-де-Жанейро 2016 | командний спринт | 2     |

## Зовнішні посилання
- Едвард Докінс — олімпійська статистика на сайті Sports-Reference.com (англ.) (архівна версія)

1. ↑  Olympedia — 2006.